# Auzeodes uniformis
Auzeodes uniformis là một loài bướm đêm trong họ Geometridae.